# 聖体秘蹟協会
聖体秘蹟協会( Compagnie du Saint Sacrement )は、17世紀フランス王国にて結成されたカトリック教会の秘密結社。モリエールの戯曲、『タルチュフ』の上演を妨害したことで知られる。

## 概要
1627年、プロテスタントの撲滅、それによるフランスの浄化を目的として結成された。パリに本部を置き、各地に支部を置いたが、支部間の連絡は秘密保持のために禁止された。秘密厳守のために規約も印刷されず、一切の文書は手書き、連絡は郵便ではなく、会員独自でわざわざ使者を出していた。
有力貴族から法曹界、宗教界に至るまで幅広くメンバーを持っていたが、改宗に導くとの口実で色々な私刑を加え、政治に介入したり、王権を無視して勝手に信仰の強化と称して司法権まで侵害し、各地の高等法院と摩擦を起こした。母后アンヌ・ドートリッシュを味方につけ、宰相ジュール・マザランとアンヌとの関係が悪化するように工作を行うなど、多数の醜聞を形成するに至った。、
こうして1660年、王権の強化に邪魔でしかなくなったこの結社の掃討が開始された。マザランは王命を取り付けて、国王の許可なしに結成され、高等法院に登記のない一切の結社を認めない通告を出させた。だが協会は元々秘密結社であり、メンバーにも多数の有力者がいたため勢力は大して衰えなかった。協会の弱体化が始まったのは、まさにその有力者たちを失い始めてからである。1666年にアンヌ・ドートリッシュやアルマン・ド・ブルボンが相次いで亡くなって協会が衰退し始めたところに、マザランの後を引き継いだコルベールの教会弾圧政策が効果を現し始め、ついに1669年に解体となったのである。

## 主なメンバー
- シュフラン(Schffrin) - ルイ13世の懺悔師
- ヴァンタドール公アンリ・ド・レヴィ(Henri de Levi,duc de Vantadour)
- ヴァンサン・ド・ポール(Vincent de Paul) - 慈善事業家として有名で、聖者とまで呼ばれた
- ロケット(Roquette) - オータンの司教
- ラモワニョン(Lamoignon) - パリ高等法院長
- ヌムール公(duc de Nemours)
- アルマン・ド・ブルボン